# Franck Pourcel
Franck Marius Louis Pourcel (Marsiglia, 14 agosto 1913 – Neuilly-sur-Seine, 12 novembre 2000) è stato un direttore d'orchestra, violinista, compositore e arrangiatore francese.
Bandleader della Franck Pourcel and His Rockin' Strings, fu in attività tra gli anni cinquanta e gli anni novanta

## Biografia
Comunemente considerato come il precursore dell'easy listening, all'inizio degli anni settanta vendette 15 milioni di dischi in tutto il mondo.
Tra i maggiori successi incisi con la sua orchestra, figura la versione strumentale del brano dei Platters Only You.

Con la sua orchestra registrò inoltre altri brani celebri quali Bahia, Blue Tango, Can Can, Emmanuelle, Feelings, My Way, Soleado, ecc.
Tra i brani da lui composti, figurano invece Chariot (conosciuta anche nella versione inglese I Will Follow Him), Concorde, Quand il pleut à Saint-Tropez , ecc.
Condusse anche per cinque edizioni (1958, 1959, 1960, 1962, 1969) l'Eurovision Song Contest per la televisione francese.
Morì nel 2000 per le complicazioni della malattia di Parkinson.

## Composizioni (lista parziale)[5]
- Chariot (interpretata da Petula Clark. Versione italiana di Betty Curtis; con il titolo I Will Follow Him da Little Peggy March e da André Rieu)
- Comment l'oublier (interpretata da Noëlle Cordier)
- Cumbia del papagayo
- Feel My Riddim
- Quand il pleut à Saint-Tropez  (interpretata da Fernandel)
- Quand on est ensemble (interpretata da France Gall)
- Rod Marton Parade
- Schuss!!
- Venezuela suya

## Discografia parziale[7][8][9]

### Album
- Pages celèbres N° 1 (1956)
- Pages celèbres N° 2 (1958)
- Franck... joue pour les amoreux (1964)
- The Sound of Magic (1967)
- De Vienne à Moscou (1968; con la London Symphony Orchestra)
- Un'orchestra nella sera N. 15 (1970)
- Love Story (1971)
- Imagination (1973)
- James Bond's Greatest Hits (1973)
- Made in France (1974)
- Valses Viennoises (1974)
- In a Nostalgia Mood (1983)
- Mes plus grands succès (2000)
- L'essential (2000)
- Antologías, vol. 1 (2003)
- Serie de oro: grandes éxitos (2003)